# Olympische Jugend-Winterspiele 2012/Teilnehmer (Georgien)
| Gelbes Symbol für Goldmedaillen mit stilisierten Olympischen Ringen | Graues Symbol für Silbermedaillen mit stilisierten Olympischen Ringen | Braundes Symbol für Bronzemedaillen mit stilisierten Olympischen Ringen |
| ------------------------------------------------------------------- | --------------------------------------------------------------------- | ----------------------------------------------------------------------- |
| —                                                                   | —                                                                     | —                                                                       |

Georgien nahm an den Olympischen Jugend-Winterspielen 2012 in Innsbruck mit zwei Athleten in einer Sportart teil.

## Sportarten

### Ski Alpin
| Athleten              | Wettbewerb   | Durchgang 1 | Durchgang 2 | Gesamt      | Gesamt |
| Athleten              | Wettbewerb   | Zeit        | Zeit        | Zeit        | Rang   |
| --------------------- | ------------ | ----------- | ----------- | ----------- | ------ |
| Jungen                |              |             |             |             |        |
| Nikolos Kosanaschwili | Riesenslalom | 1:01,77 min | 57,98 s     | 1:59,75 min | 20     |
| Nikolos Kosanaschwili | Slalom       | 43,25 s     | DNF         | -           | -      |
| Mädchen               |              |             |             |             |        |
| Sussana Gawwa         | Riesenslalom | 1:07,73 min | 1:07,28 min | 2:15,01 min | 32     |
| Sussana Gawwa         | Slalom       | 49,94 s     | 46,46 s     | 1:36,40 min | 22     |